# نبرد ووچووک

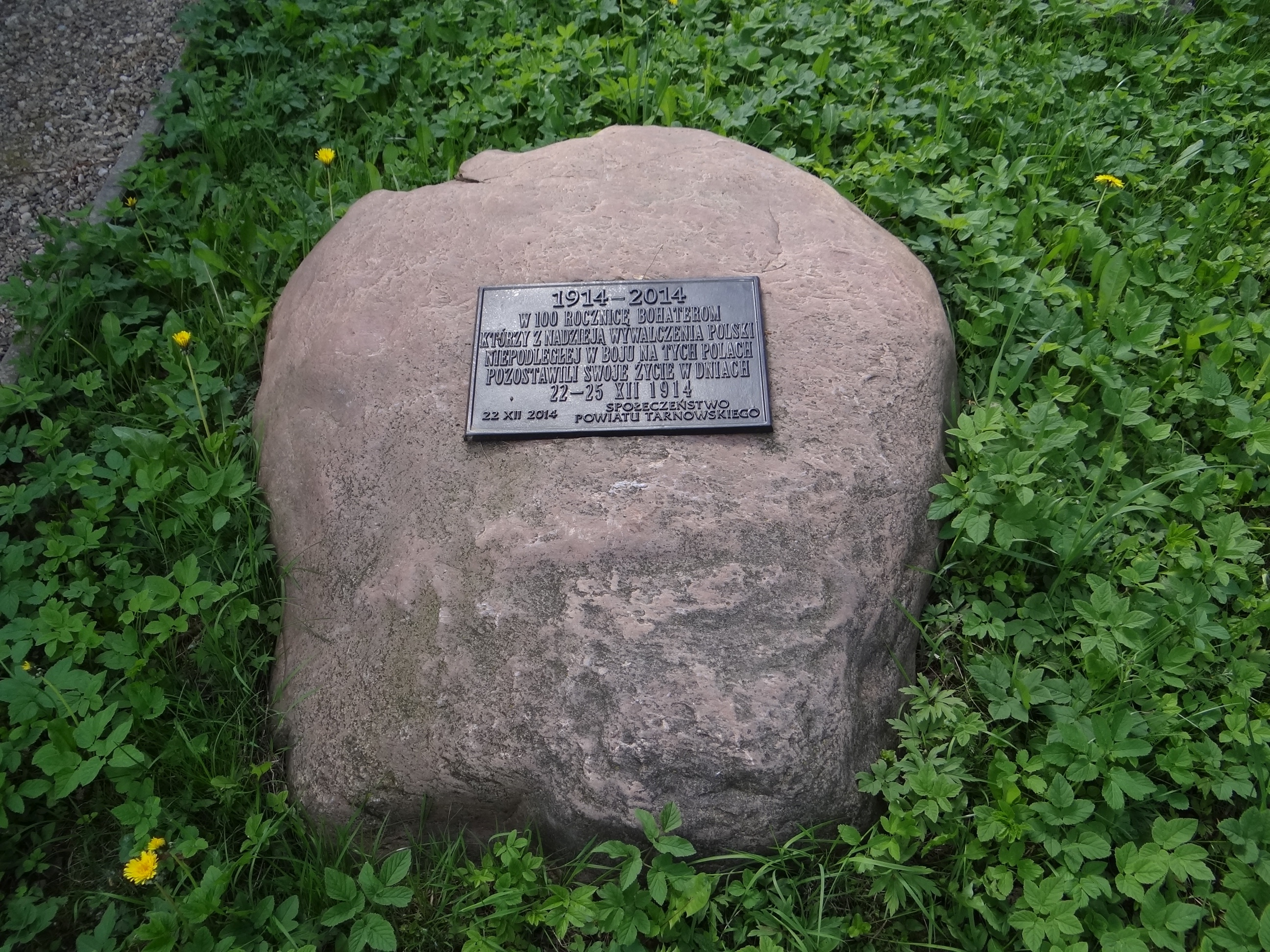
مقبره یکی از کشته‌شدگان جنگ

نبرد ووچووک (لهستانی: Bitwa pod Łowczówkiem) از ۲۲ تا ۲۵ دسامبر ۱۹۱۴ در دهکده ووچووک میان تیپ اول هنگ‌های لهستانی که جزئی از نیروهای امپراتوری اتریش-مجارستان بود و سربازان امپراتوری روسیه رخ داد. تیپ لهستانی در این نبرد از حمایت تعدادی سرباز مجار و توپخانه اتریشی بهره‌مند بود. در این نبرد نیروهای لهستانی با پذیرفتن خطر محاصره شدن در برابر ارتش روسیه مقاومت نمودند تا قسمت اصلی سپاه اتریش-مجارستان بتواند از خطر محاصره بگریزد و خود را به سلامت عقب بکشاند.

## پیش‌زمینه
در مراحل اولیه جنگ جهانی اول امپراتوری روسیه قصد داشت تا با وارد کردن چند ضربه سنگین به سرعت نیروهای اتریش-مجارستان را از میدان نبرد حذف کند. بدین منظور روس‌ها به گالیسیا حمله کردند. آن‌ها در نوامبر ۱۹۱۴ تارنوف و توخو را اشغال نمودند و با حرکت به سمت غرب قصد تصرف کراکوف را داشتند اما در دسامبر و طی نبرد خونین نبرد لیمانووا مجبور به توقف شدند.
با شکست در نبرد لیمانووا روس‌ها نیروهایشان را تا رود دونایک در دامنه کوه‌های کارپاتی عقب نشاندند و پس از تجدید قوا، سپاه سوم آن‌ها به فرماندهی ژنرال رادکو دیمیتریف حملات به اطراف روستاهای لاوگزو و ووچووک را از سر گرفت. این ناحیه در حد فاصل دو سپاه اتریش-مجارستان قرار داشت و روس‌ها امیدوار بودند با استفاده از این نقطه‌ضعف بتوانند در خطوط دشمن رخنه کنند. برای مقابله با این تهدید سرفرماندهی اتریش-مجارستان تیپ اول لهستانی‌ها که تحت فرماندهی یوزف پیلسودسکی در نووی سونتس مستقر بودند را به این جبهه فرستاد.

## نبرد
نیروهای لهستانی در عصر ۲۲ دسامبر ۱۹۱۴ به میدان نبرد رسیدند و برای جلوگیری از مستقر شدن روس‌ها در تپه‌های اطراف به سرعت حملات خود را آغاز کردند و علی‌رغم مقاومت سرسختانه دشمن توانستند تا صبح فردا دو تپه مهم منطقه را در دست بگیرند. با رسیدن قوای کمکی ارتش روسیه، آن‌ها ضد حمله خود را در شب ۲۳ دسامبر آغاز کردند و نبرد سنگین برای یک روز ادامه داشت تا آن‌که در عصر روز ۲۴ دسامبر یوزف پیلسودسکی به نیروهایش فرمان عقب‌نشینی داد اما به سرعت به ایشان دستور داده شد تا به موقعیت‌های پیش بازگردند و دوباره کنترل تپه‌ها را در دست بگیرند.
در ۲۵ دسامبر روس‌ها تهاجم خود از سمت توخو و از طریق جاده گرومنکگ آغاز کردند که به‌دلیل وجود مه بسیار سنگین تبدیل به نبرد تن‌به‌تن با سرنیزه شد. نیروهای اتریشی زیر این فشار سنگین عقب نشستند و موقعیت برای سربازان لهستانی بسیار وخیم گشت تا آن‌که در نهایت و با توجه به غیرممکن بودن مقاومت بیشتر، ساعت ۱ بعد از ظهر به واحدهای لهستانی هم دستور عقب‌نشینی ابلاغ گشت. عقب‌نشینی واحدهای لهستانی به‌دلیل حمله همه‌جانبه روس‌ها بسیار سنگین بود و پس از رسیدن به مواضع خودی واحدهای لهستانی برای استراحت به لیپینسا مورووانا فرستاده شدند.

## نتایج
تیپ لهستانی وظایف محوله را به خوبی انجام داد و ضمن ۴ روز و ۳ شب مقاومت، ۲۱ حمله روس‌ها را پس زد و ۶۰۰ نفر از ایشان را اسیر نمود. دفاع جانانه واحدهای لهستانی باعث شد تا روس‌ها حملات خود را متوقف نمایند و جبهه نبرد تا یک سال بعد و هنگام تهاجم گورلیتسه-تارنوف بدون تغییر باقی بماند. این شجاعت برای لهستانی‌ها ۶ نشان طلا و ۱۸ نشان نقره‌ای شجاعت به همراه آورد.
تلفات واحدهای لهستانی در این نبرد ۱۲۸ کشته (شامل ۳۸ افسر) و ۳۴۲ زخمی بود.